# 神秘家族
《神秘家族》（英語：The Mysteries Family），是2017年于中國大陸及臺灣上映的一部电影。本片集结中国大陸、韩国、台湾、香港的制作团队合力打造。由林依晨、姜武、惠英红、陈晓、蓝正龙领衔主演，2017年4月21日于中国上映、2017年5月19日於台灣上映。

## 劇情簡介

### 緣起
本片為改編發生於2014年「福建滅門案」的真實事件。

### 概述
苗苗（林依晨 飾）與父母和弟弟擁有一個平凡幸福的家庭，竟然在平安夜，全家慘遭滅門之禍，只有她一人倖存，而她親眼見到家人躺在血泊之中。
苗苗想要尋找慘案的真相時，竟然發現家族裡的每一個人都在極力隱藏一個巨大的秘密，父親（姜武 飾）、母親（惠英紅 飾）和弟弟（陳曉 飾）之間的關係也顯得撲朔迷離，而這一切都要從3年前，苗苗被神秘男子（藍正龍 飾）性侵的那個雨夜說起...

## 演员

### 主要演員
| 演员姓名 | 角色名称 | 介绍 |
| 林依晨   | 苗苗     | 熱愛跑步運動的高中生，個性陽光活潑，非常喜歡自己家人，一家四口和樂融融。但在一個雨夜，遭到了壞人性侵，當壞人來襲擊家人的時候，她勇敢的去保護家人不受傷害。 |
| 姜武     | 苗爸     | 苗苗的父親。 |
| 陈晓     | 樹樹     | 苗苗的弟弟。 |
| 惠英红   | 苗妈     | 苗苗的母親。原本是藝術家，為了女兒徹底改變自己的性格，變成堅強的母親，甚至可以為女兒付出性命。                                                             |
| 蓝正龙   | 神秘人   | 在一個雨夜，性侵了苗苗。 |

### 其他演員
| 演员姓名 | 角色名称       | 介绍 |
| 张岫云   | 老奶奶         |      |
| 樓學賢   | 警察           |      |
| 郭耀仁   | 警察           |      |
| 安琥     | 警察           |      |
| 王道南   | 醫生           |      |
| 馬國畢   | 律師           |      |
| 陳萬號   | 出租車司機     |      |
| 張哲豪   | 逃犯           |      |
| 林柔君   | 田徑比賽運動員 |      |
| 劉芷凌   | 田徑比賽運動員 |      |
| 杜知晨   | 田徑比賽運動員 |      |
| 林辰唏   | 同學           |      |
| 顏慈君   | 同學           |      |
| 陳昭如   | 同學           |      |
| 李玠穎   | 同學           |      |